# ヤン・フジェベイク
ヤン・フジェベイク（Jan Hřebejk、1967年6月27日 - ）は、チェコの映画監督、脚本家。

## 来歴
主な作品は、監督および脚本を務めた2000年の映画『この素晴らしき世界』など。同作は、チェコの映画賞であるチェコ・ライオン賞の作品賞・監督賞・脚本賞を受賞したほか、アメリカ合衆国の映画賞である第73回アカデミー賞外国語映画賞にノミネートされるなどした。

## フィルモグラフィ
- Šakalí léta （1993年、監督・脚本）
- Pelíšky （1999年、監督）
- 『この素晴らしき世界（チェコ語版、英語版）』 - Musíme si pomáhat （2000年、監督・脚本）
- Horem pádem （2004年、監督・脚本）
- Kráska v nesnázích （2006年、監督）
- Nestyda （2008年、監督・脚本）
- 『川崎ローズ』 - Kawasakiho růže （2009年、監督）
- 『幸福の罪』 - Nevinnost （2011年、監督）
- Odpad město smrt （2012年、監督）
- Líbánky （2013年、監督）
- 『ザ・ティーチャー』（2016年、監督・撮影）